# Adem Ljajić
Adem Ljajić (en serbe en écriture cyrillique : Адем Љајић), né le 29 septembre 1991 à Novi Pazar en Yougoslavie (aujourd'hui en Serbie) est un footballeur international serbe qui évolue au poste de milieu offensif au FK Sarajevo.

## Biographie

### En club

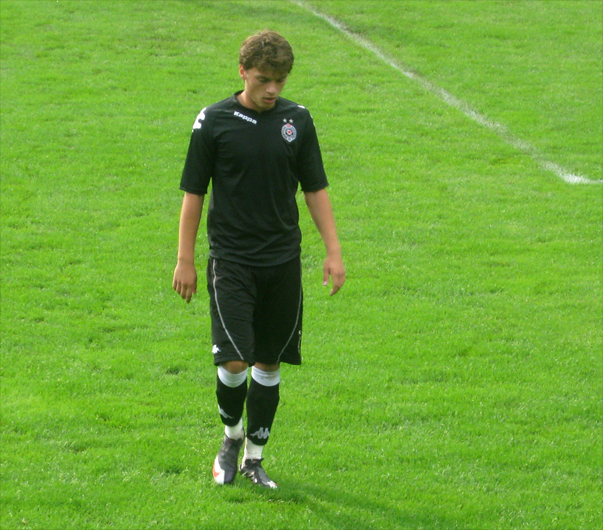
Adem lorsqu'il jouait au Partizan

Adem est né à Novi Pazar, en Serbie. Très jeune, il rejoint un petit club de sa ville, le FK Jošanica. Repéré par des recruteurs du Partizan Belgrade, il rejoint le club en 2005, à l'âge de 14 ans. Au centre de formation du Partizan, Adem s'impose rapidement comme l'un des tout meilleurs éléments. Il passe ainsi des cadets à l'équipe A en juillet 2008.
Il dispute son premier match officiel avec l'équipe A du Partizan le 29 juillet 2008 au cours d'un match de qualifications pour la Ligue des champions (entre en tant que remplaçant au cours de la deuxième période). Il marque son premier but le 23 novembre 2008, lors d'un match de championnat contre l'OFK Belgrade.
Très vite remarqué par Alex Ferguson, Manchester United l'invite dès octobre 2008 à venir faire des essais au sein du club.
Ayant convaincu grâce à son talent, le 11 janvier 2009, il rejoint l'équipe de Manchester United avec Zoran Tošić pour un montant total de 20 millions d'euros. Manchester United le prête ensuite au Partizan, pour que le joueur puisse progresser tranquillement pendant encore quelque temps dans son club formateur. Devant l'évolution en deçà des attentes placées dans le Serbe et l'émergence annoncée de certains joueurs formés au club (Cleverley, Pogba, etc.), MU décide finalement en décembre 2009 d'annuler le transfert d'Adem grâce à une clause le lui permettant avant le 1er janvier 2010. Le 13 janvier 2010, il s'engage en faveur de la Fiorentina, pour près de 8 millions d'euros.
Il est surnommé le "petit Kaká" ou encore "le Kaká du Sandžak".
Il signe à l'AS Rome le 28 août 2013, puis il s'engage avec le Torino Football Club en 2016. Le 31 août 2018, il est prêté pour un an et 1,2 million d'euros au Beşiktaş JK, avec une option d'achat obligatoire à 12 millions d'euros.
Il est sacré Champion de Turquie lors de la saison 2020-2021 avec Beşiktaş.

### En sélection
Adem Ljajić représente l'équipe de Serbie des moins de 17 ans. Avec cette sélection il participe au championnat d'Europe des moins de 17 ans en 2008. 
En juillet 2009, il participe à l'Euro des moins de 19 ans avec la sélection serbe ayant atteint les demi-finales, jouant au poste de numéro 10 et étant souvent titulaire.
Il débute le 17 novembre 2010 en équipe "A" de Serbie contre la Bulgarie en match amical.

## Problème comportemental
Le 2 mai 2012, lors d'une rencontre opposant la Fiorentina à Novare (2-2) comptant pour la 36e journée de championnat, à la suite de son remplacement par Rubén Olivera à la 32e minute, il est agressé par son entraîneur, Delio Rossi après l'avoir applaudi de façon ironique et l'avoir insulté selon l'entraîneur. Ce dernier est licencié par son club quelques heures après les faits pour faute grave. Ljajić est lui-même écarté de l'équipe première le lendemain des faits.
Le 28 mai 2012, il est exclu de la sélection nationale serbe après avoir refusé de chanter l'hymne national lors du match amical Espagne-Serbie. Une semaine avant les faits, il avait pourtant signé un codex de règles à respecter incluant l'obligation de chanter l'hymne à chaque début de match joué pour le pays. Peu après, il s'expliquera vaguement en déclarant : « J'aime la Serbie, mais je dois respecter ma religion et moi-même avant tout. Sinon, qui me respectera ? ».

## Palmarès
Partizan Belgrade
- Champion de Serbie
  - 2009.
- Vainqueur de la Coupe de Serbie
  - 2009.

 AS Rome
- Vice-Champion d'Italie
  - 2014.

 Beşiktas JK
- Championnat de Turquie (1) :
  - Vainqueur : 2020-21.
- Vainqueur de la Coupe de Turquie
  - 2021.

## Distinctions personnelles
- Meilleur jeune joueur (espoir) de Serbie en 2009.